# VersaCAD
VersaCAD – rodzina oprogramowania CAD dla systemów operacyjnych DOS, Macintosh i Windows, opracowana przez firmę Archway Systems z Huntington Beach, Kalifornia. Program  został opracowany przez braci Toma i Mike'a Lazearów i przez lata był sprzedawany przez firmę Computervision, jednak w 1999 r. został całkowicie przejęty przez jego twórców. Program jest ceniony w środowisku za intuicyjność obsługi i przyjazny interfejs.